# شهیدان مسیحی در زمان شاپور دوم
شهیدان مسیحی در زمان شاپور دوم مسیحیانی بودند که توسط شاپور دوم ایرانی (ح. ۳۰۹–۳۷۹) به دلیل عدم انکار ایمان به قتل رسیدند. در تقویم مذهبی کاتولیک رومی و ارتدکس یونانی از ایشان در قالب گروه یاد می‌شود. در کتاب شهیدنامه کلیسای روم (Roman Martyrology)‌ روزهای ۶ آوریل، ۲۲ آوریل و ۹ مه به این شهیدان اختصاص دارد.

## پیشینه تاریخی

### امپراتوری ساسانی
دیدگاه متداول بین تاریخ‌نگاران مسیحیت اولیه در ایران این است که تا زمانی کنستانتین بزرگ (ح. ۳۰۶–۳۳۷) به مسیحیت نگرویده و آن را تحت حمایت امپراتوری روم قرار نداده بود، مسیحیان در ایران از آزادی برخوردار بودند. شاپور دوم پس از آن به مسیحیان امپراتوری خود مشکوک شد و پس از شکست در جنگ با روم دستور داد کلیساهای مسیحی را ویران کنند و روحانیون آنها را اعدام کنند. این امر بعداً به اعدام همه مسیحیان گسترش یافت. این دیدگاه بر اساس روایت‌های زبان سریانی از شهادت‌ها است، اما ممکن است مدتی پس از حوادث نوشته شده باشد و ممکن است فقط دیدگاه رومی را ارائه دهد.
از آنجایی که تبدیل مسیحیت به دین رسمی امپراتوری روم در زمان سلطنت تئودئوس دوم (ح. ۴۰۲–۴۵۰) انجام شد، موضوع آزار شاپور به مثابه واکنشی به تغییر دین کنستانتین، موضوعی است که باید با شک و تردید با آن برخورد کرد. با این حال، شکی نیست که شاپور دوم مسیحیان را از سال ۳۳۹ تا زمان مرگش در سال ۳۷۹ مورد آزار و اذیت شدید قرار داد، و به احتمال زیاد مصائب سریانی سده پنجم منبعی برای گزارش سوزومن در تاریخ کلیسایی او بوده است و از آنجا به ترجمه‌های یونانی راه یافته است.